# 음피기구

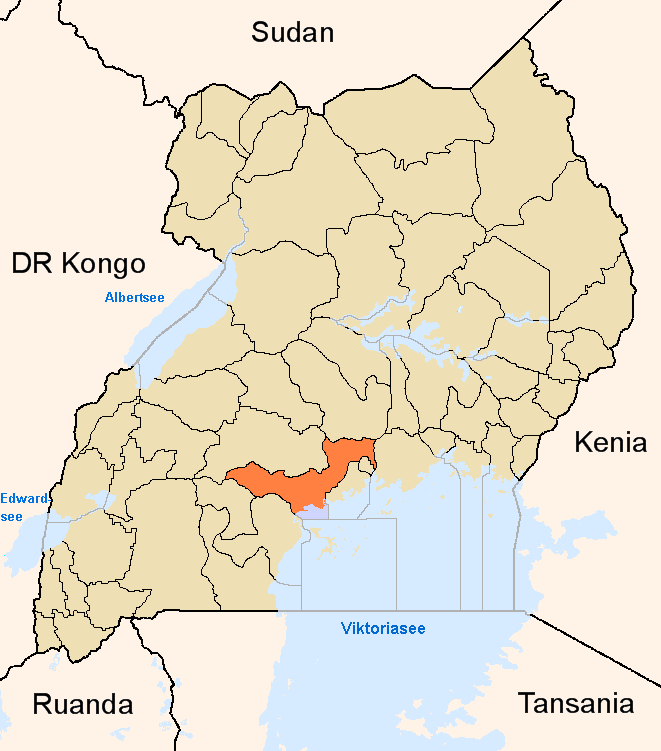
음피기 구의 위치

음피기구(Mpigi)는 우간다 남서부에 위치한 구로, 행정 중심지는 음피기이며 면적은 3,714.94km2, 인구는 187,800명(2002년 인구 조사 기준)이다.
행정 구역상으로는 중부 주에 속하며 3개 군(부탐발라 군, 곰바 군, 마워코타 군)을 관할한다. 북서쪽으로는 무벤데 구, 북쪽으로는 미티아나 구, 남동쪽으로는 빅토리아호와 칼랑갈라 구, 동쪽으로는 와키소 구, 서쪽으로는 셈바불레 구, 남쪽으로는 마사카 구와 접한다.

## 같이 보기
- 중부주 (우간다)
- 우간다의 행정 구역